# Silent Night (film)
Silent Night är en amerikansk thrillerfilm från 2023. Filmen är regisserad av John Woo efter ett manus skrivet av Robert Archer Lynn. I huvudrollen ses Joel Kinnaman.
Filmen hade biopremiär i Sverige den 8 december 2023, utgiven av Nordisk Film.

## Handling
Filmen kretsar kring Godluck (Joel Kinnaman) vars lilla son hamnar i skottlinjen för ett gängkrig. Själv blir han skjuten i halsen och förlorar sin talförmåga. Han planerar att ta hämnd på förövarna på självaste julafton.

## Rollista (i urval)
- Joel Kinnaman – Brian Godlock
- Scott Mescudi – Detective Dennis Vassel
- Harold Torres – Playa
- Catalina Sandino Moreno – Saya Godlock